# بخش کاکچینگ
بخش کاکچینگ (به انگلیسی: Kakching district) یک منطقهٔ مسکونی در هند است که در مانیپور واقع شده‌است. بخش کاکچینگ ۱۳۵٬۴۸۱ نفر جمعیت دارد.